# 고독한 순간
"고독한 순간"은 1968년 공개된 대한민국의 영화이다.

## 배역
- 김지미
- 오영일
- 이예춘
- 김석훈
- 한은진
- 전영주
- 유하나
- 김정훈